# Aelurillus kochi
Aelurillus kochi là một loài nhện trong họ Salticidae.
Loài này thuộc chi Aelurillus. Aelurillus kochi được Carl Friedrich Roewer miêu tả năm 1951.